# Соломбала
Соло́мбала — исторический район Архангельска. Располагается на Соломбальских островах (чаще — остров Соломбала) в дельте Северной Двины. К Соломбальскому округу Архангельска, кроме Соломбалы также административно принадлежат острова: Шилов, Хабарка, Мосеев, Молодёжный и посёлки Южной Маймаксы. С центральной частью города соединяется Кузнечевским мостом. Численность населения собственно Соломбалы — ок. 30 тыс. человек.

## Этимология
Название «Соломбала» произошло от сочетания двух саамских слов: «суоло» — остров и «ломпь» — болото, что означает болотный остров. Название было перенесено и на поселение. Вначале оно звучало по-русски как Соломпа, затем Соломба. Окончание «ла» в языках финской группы указывает на поселение. Детский писатель Евгений Степанович Коковин в своей книге «Детство в Соломбале» приводит такую «народную» топонимическую легенду о происхождении названия Соломбала:

Пётр I устроил бал в деревне, по случаю первого спуска нового корабля. Из-за того, что было сыро, он насыпал солому. Отсюда и пошло название СОЛОМБАЛА — солома+бал.
Пётр I устроил бал в Соломбале, тогда ещё безымянной деревне. Однако, расстроенный своей ссорой с фавориткой Анной Монс, сидел в сторонке, грустил и, на вопросы придворных, почему он не танцует, воскликнул: «Ах! Солон мне этот бал». Отсюда и пошло название Соломбала.

Петр I устроил в безымянной деревне недалеко от Архангельска бал, по случаю постройки первых кораблей для русского флота. Но так как деревенька была маленькой и грязной, то в грязь накидали соломы, чтобы танцующие на балу не поскальзывались. Так и назвали деревню — Соломбала.

## История
Впервые Соломбала упоминается в списке Двинских земель, составленном после победы московской рати над новгородцами в битве на реке Шиленьге в 1471 году. В Соломбале находилась Соломбальская верфь.
Соломбалу называли Адмиралтейской слободой, потому что именно на этом месте в 1693 году Пётр I решил основать адмиралтейство. Но Адмиралтейская слобода, с жилыми домами, лавочками и улицами, появилась не сразу — первые двадцать лет здесь располагались только слипы для военных кораблей. При Петре I в Соломбале началось строительство испытательной канавы, соединяющей речки Соломбалку и Курью и отделяющей Адмиралтейство от 1-й и 2-й соломбальских деревень. Строительство канала завершилось лишь в 1824 году.

Так как до середины XVIII века на острове не было кладбища, то умерших хоронили в своих дворах. Впервые место для кладбища в Соломбале было отведено в 1749 году, затем его местоположение неоднократно менялось до начала XIX века. 

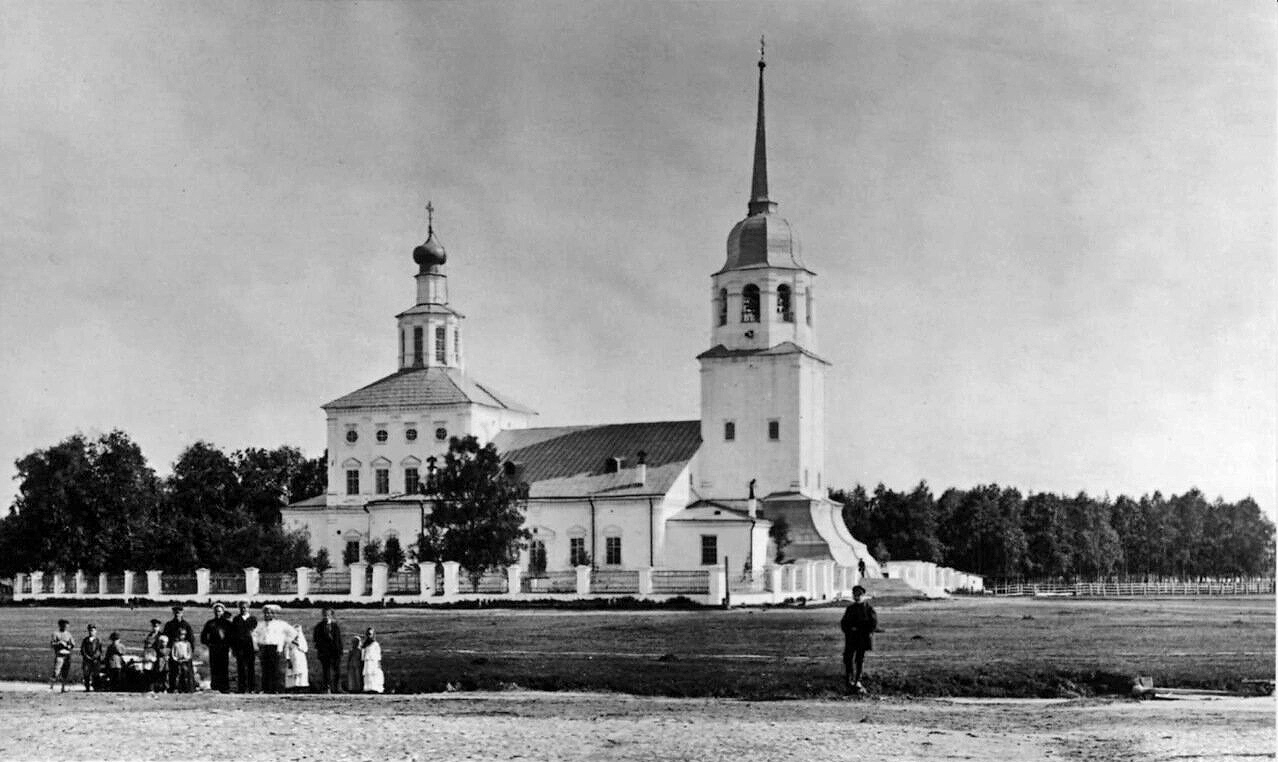
Преображенский морской собор (1760—1776)

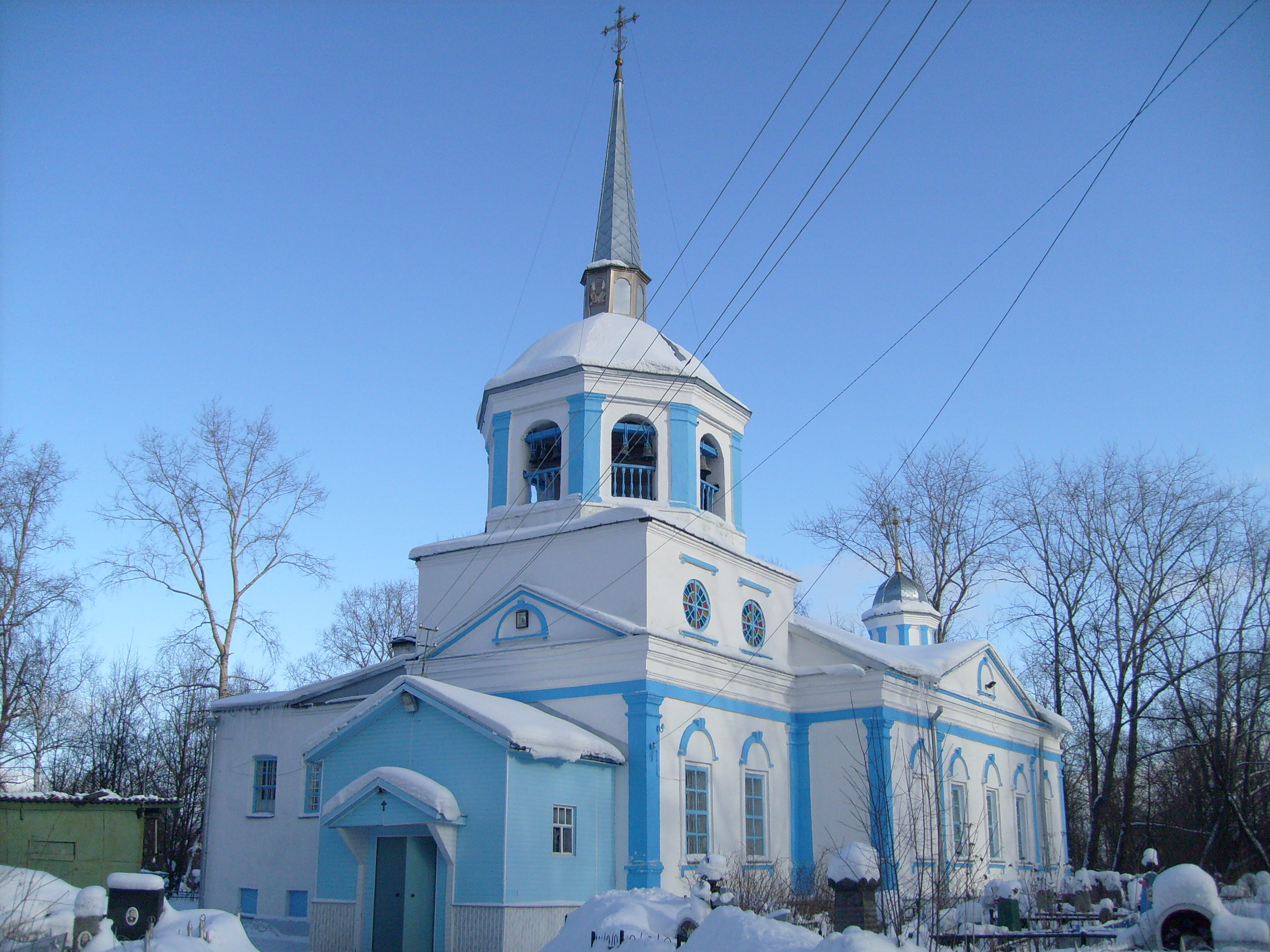
Церковь Мартина Исповедника на кладбище (1804—1806)

В 1863 году, по указу императора Александра II, Соломбальское селение было присоединено к Архангельску, став его третьей частью, согласно полицейскому делению города. Численность населения Соломбальской части Архангельска составляла 7536 человек.
В 1932 году Указом Президиума ВЦСПС СССР Соломбала была включена в состав Соломбальского района Архангельского горсовета. С 1992 года Соломбала входит в состав Соломбальского округа муниципального образования (городского округа) «Архангельск».

## Промышленность
Основные промышленные предприятия: Соломбальская судостроительная верфь, ОАО «Соломбальский машиностроительный завод», завод «Красная кузница», завод «Стройдеталь», Соломбальский ЛДК.

## Транспорт
Есть причал, несколько пристаней и лодочная станция.
С 1916 года по 2004 год в Соломбале ходил трамвай, до 2005 года по району ходил троллейбус.
По состоянию на 2019 год общественный транспорт представлен, дизельпоездами , автобусами и маршрутными такси.
С сентября 2020 года между железнодорожным вокзалом Архангельск и железнодорожной станцией Соломбалка курсирует рельсовый автобус Северной пригородной пассажирской компании.

## Достопримечательности
- Небоскрёб Сутягина (13 этажей, частично демонтирован; сгорел в 2012 году)
- Соломбальский некрополь, расположенный вдоль реки Соломбалка.
- Памятник советскому и российскому геологу Николаю Лавёрову.

## Известные люди, связанные с Соломбалой
- Огородников, Степан Фёдорович (1835—1909) — офицер Российского императорского флота, участник Крымской войны 1853—1856 годов, историк, исследователь отечественной морской и военно-морской истории, офицер учёного отделения Морского технического комитета, писатель, краевед, автор трудов по истории Архангельского Поморья. Родился и умер в Соломбале.
- Коробицын, Александр Александрович (1862—1904) — родился в Соломбале, офицер Российского императорского флота, гидрограф, участник гидрографических работ по отдельной съёмке Белого моря и Дальнего Востока, участник русско-японской войны, погиб вместе с адмиралом С. О. Макаровым при взрыве эскадренного броненосца «Петропавловск». Именем Коробицына назван мыс в бухте Угольная Анадырского залива.

### Карты
- План города Архангельска Соломбальской части 1797 года
- Соломбала. Публичная кадастровая карта